# Alta Velocidad Española
Az Alta Velocidad Española (rövidítve AVE) eredetileg bizonyos spanyol nagysebességű vasutak márkaneve (egyben szójáték is, mert az ave, f. főnév jelentése spanyolul ’madár’, amely a szimbólumában is látható), a hétköznapi nyelvben azonban valamennyi nagysebességű vasútvonalat jelöl. Az AVE-hoz tartozik Spanyolországban a nagysebességű vasúthálózat és a nagysebességű motorvonatok, melyek akár 350 km/h sebességgel is képesek lesznek haladni a számukra kiépített pályán. 2017-ben a nagysebességű hálózatuk a leghosszabb volt Európában (3240 km) és a világon a 2. leghosszabb Kína után.
A járatokat a RENFE üzemelteti, de a későbbiekben lehetséges, hogy más vasúttársaságok is használhatják. A spanyol hálózat széles nyomtávú (1668 mm), de az AVE pályája a normál európai szabvány (1435 mm) szerint épült meg.
Éves utasforgalma 31 784 000 fő (2023).

## Története
Az első, Madrid és Sevilla közötti AVE-vonal nyílt meg 1992. április 14-én a sevillai világkiállítás megnyitója előtt. Hossza 471 km, az utazási idő Madridtól 2,5 óra. A járműtenderen indult a német Siemens és a Talgo is. Végül a francia Alstom szállította a járműveket, ennek azonban inkább politikai, mint műszaki okai voltak.
A szolgáltatás a menetrendben szereplő időhöz képest maximum 5 perces késést garantál, ellenkező esetben a társaság a teljes jegyárat visszafizeti. A vonatok rendkívül pontosak, a járatok csupán 0,16%-a késik. Ezen a viszonylaton az AVE pontossága kivételes, összehasonlítva a RENFE által kiszolgált bármelyik, nem nagy távolságú vonatéval.

## Forgalom
Az AVE-vonatok 2004-ben naponta átlagosan 257 fizető utast szállítottak. A hálózaton szintén 2004-ben naponta 21 pár járat közlekedett, összesen évi 4,1 millió fő utassal. A távolsági vasúti forgalomban utazók kb 10%-a utazott AVE-szerelvényekkel. Ha ehhez hozzászámítjuk a Madrid-Málaga, Madrid-Algeciras és Barcelona-Sevilla vonalakat is, akkor az AVE részaránya 15% volt.
A továbbra is növekvő hálózatot 2018-ban rekordszámú, 21,3 millió utas használta. Noha a hálózat hossza mára már meghaladja a 3100 km-et, a versenyképessége és kihasználtsága messze elmarad a világ más nagysebességű vasúti rendszerei mögött.
Az utasforgalom az elmúlt években az alábbi módon változott:
| Utasok száma | 4 878 000 | 11 461 000 | 12 563 000 | 12 101 000 | 17 967 000 | 20 352 000 | 21 332 000 | 22 370 000 | 12 282 000 | 31 784 000 |
|              | 2006      | 2008       | 2011       | 2012       | 2014       | 2016       | 2018       | 2019       | 2021       | 2023       |

## Megnyílt vonalak
Jelenleg tíz vonalból áll az AVE-hálózat:
- Madrid–Barcelona nagysebességű vasútvonal
  - Barcelona–Figures nagysebességű vasútvonal
- Madrid–Sevilla nagysebességű vasútvonal
- Córdoba–Málaga nagysebességű vasútvonal
- Madrid–Valladolid nagysebességű vasútvonal
- Madrid–Toledo nagysebességű vasútvonal
- Zaragoza–Huesca nagysebességű vasútvonal
- Madrid–Levante nagysebességű vasútvonal
- Valladolid–León nagysebességű vasútvonal

## Állomások
A hálózat központja Madrid, Madrid Atocha pályaudvar. A járatok behálózzák lassan egész Spanyolországot, ahogy újabb és újabb vasútvonalak épülnek. 2015-től pedig már Franciaországba is utazhatunk AVE vonatokkal.
| Név                                      | Ország        | Közigazgatási egység                    | Vasútvonal | Szolgáltatások | Kép |
| ---------------------------------------- | ------------- | --------------------------------------- | --- | --- | --- |
| Camp de Tarragona                        | Spanyolország | La Secuita                              | Madrid–Barcelona nagysebességű vasútvonal | Alta Velocidad Española Alvia Trenhotel Avant InterCity Elipsos Iryo |     |
| Estación de Albacete-Los Llanos          | Spanyolország | Albacete                                | Madrid–Levante nagysebességű vasútvonal Madrid-Valencia-vasútvonal | Alvia Alta Velocidad Española Alaris InterCity Iryo Avant Ouigo España |     |
| Estación de Alicante-Terminal            | Spanyolország | Alicante                                | Madrid–Levante nagysebességű vasútvonal Valencia–Alicante-vasútvonal Murcia–Alicante-vasútvonal Línea La Encina-Alicante | Alvia Alta Velocidad Española Alaris Euromed InterCity Ouigo España Iryo Línea C-1 (Cercanías Murcia/Alicante) Línea C-3 (Cercanías Murcia/Alicante) |     |
| Estación de Antequera-Santa Ana          | Spanyolország | Antequera                               | Córdoba–Málaga nagysebességű vasútvonal Antequera–Granada nagysebességű vasútvonal | Alta Velocidad Española Avant InterCity Iryo |     |
| Estación de Barcelona Sants              | Spanyolország | Sants                                   | Madrid–Barcelona nagysebességű vasútvonal Sant Vicenç de Calders–Barcelona-vasútvonal Madrid-Barcelona-vasútvonal Barcelona-Manresa-Lleida-Almacelles-vasútvonal Barcelona-Vilafranca-Tarragona-vasútvonal                                                            | Alvia Alta Velocidad Española Trenhotel Alaris Avant Euromed TGV InterCity Elipsos Estrella Ouigo España Rodalies Barcelona 1-es vonal Rodalies de Barcelona 2-es vonal Rodalies Barcelona 3-as vonal Rodalies Barcelona 4-es vonal Línea R11 Línea R13 Línea R14 Línea R15 Línea R16 Línea 34 Línea 1 líne R2 sud ligne R2 Nord Iryo |     |
| Estación de Calatayud                    | Spanyolország | Calatayud                               | Madrid–Barcelona nagysebességű vasútvonal Madrid-Barcelona-vasútvonal | Alvia Alta Velocidad Española Estrella Avant Avlo |     |
| Estación de Ciudad Real                  | Spanyolország | Ciudad Real                             | Madrid–Sevilla nagysebességű vasútvonal Ciudad Real–Badajoz-vasútvonal Línea Manzanares-Ciudad Real | Alta Velocidad Española Avant InterCity |     |
| Estación de Cuenca-Fernando Zóbel        | Spanyolország | Cuenca                                  | Madrid–Levante nagysebességű vasútvonal | Alvia Alta Velocidad Española Avant InterCity Avlo Iryo |     |
| Estación de Córdoba Central              | Spanyolország | Córdoba                                 | Madrid–Sevilla nagysebességű vasútvonal Alcázar de San Juan–Cádiz-vasútvonal | Alvia Alta Velocidad Española Avant Altaria Estrella AVE Lanzadera Iryo |     |
| Estación de Figueras-Vilafant            | Spanyolország | Figueres                                | LGV Perpignan–Figueres Madrid–Barcelona nagysebességű vasútvonal | Alta Velocidad Española Avant Euromed TGV Elipsos Avlo |     |
| Estación de Gerona                       | Spanyolország | Girona                                  | Madrid–Barcelona nagysebességű vasútvonal Barcelona–Girona–Portbou-vasútvonal | Alta Velocidad Española Avant Euromed TGV Elipsos Estrella Avlo |     |
| Estación de Granada                      | Spanyolország | Granada                                 | Moreda-Granada-vasútvonal Granada-Fuente de Piedra-vasútvonal | Trenhotel Media Distancia Alta Velocidad Española |     |
| Estación de Guadalajara-Yebes            | Spanyolország | Guadalajara                             | Madrid–Barcelona nagysebességű vasútvonal | Alvia Alta Velocidad Española Avlo |     |
| Estación de Huesca                       | Spanyolország | Huesca                                  | Zaragoza–Huesca nagysebességű vasútvonal Zaragoza–Canfranc-vasútvonal | Alta Velocidad Española |     |
| Estación de Lérida Pirineos              | Spanyolország | Lleida                                  | Madrid–Barcelona nagysebességű vasútvonal Tarragona-Reus-Lérida-vasútvonal Lleida–La Pobla Line Barcelona-Manresa-Lleida-Almacelles-vasútvonal | Alvia Alta Velocidad Española Trenhotel Avant InterCity Línea R12 Línea R13 Línea R14 RL2 line Avlo RL1 line |     |
| Estación de Murcia del Carmen            | Spanyolország | Murcia                                  | Chinchilla–Cartagena-vasútvonal Murcia-Granada railway line | Alvia Alta Velocidad Española Avant InterCity Línea C-1 (Cercanías Murcia/Alicante) Línea C-2 |     |
| Estación de Málaga-María Zambrano        | Spanyolország | Málaga Cruz de Humilladero (District 6) | Córdoba–Málaga nagysebességű vasútvonal Málaga–Fuengirola-vasútvonal | Alta Velocidad Española Alvia Avant Ouigo España Línea C-1 (Cercanías Málaga) Línea C-2 (Cercanías Málaga) Línea 67 Línea 70 Iryo |     |
| Estación de Orense-Empalme               | Spanyolország | Ourense                                 | Zamora–La Coruña-vasútvonal Monforte de Lemos–Redondela-vasútvonal | Alvia Trenhotel Avant Arco InterCity Alta Velocidad Española |     |
| Estación de Puente Genil-Herrera         | Spanyolország | Puente Genil                            | Córdoba–Málaga nagysebességű vasútvonal | Alta Velocidad Española Avant |     |
| Estación de Puertollano                  | Spanyolország | Puertollano                             | Madrid–Sevilla nagysebességű vasútvonal Ciudad Real–Badajoz-vasútvonal | Alta Velocidad Española Avant InterCity |     |
| Estación de Requena-Utiel                | Spanyolország | Requena                                 | Madrid–Levante nagysebességű vasútvonal | Alta Velocidad Española Avlo Avant |     |
| Estación de Segovia-Guiomar              | Spanyolország | Segovia                                 | Madrid–Valladolid nagysebességű vasútvonal | Alta Velocidad Española Alvia Avant |     |
| Estación de Sevilla-Santa Justa          | Spanyolország | Sevilla                                 | Madrid–Sevilla nagysebességű vasútvonal Sevilla-Cádiz nagysebességű vasútvonal Alcázar de San Juan–Cádiz-vasútvonal | Alta Velocidad Española Alaris Avant AVE Lanzadera Ouigo España Línea C-1 (Cercanías Sevilla) Línea C-2 (Cercanías Sevilla) Línea C-3 (Cercanías Sevilla) Línea C-4 (Cercanías Sevilla) Línea C-5 (Cercanías Sevilla) Iryo |     |
| Estación de Tardienta                    | Spanyolország | Tardienta                               | Zaragoza–Huesca nagysebességű vasútvonal | Alta Velocidad Española Regional Exprés |     |
| Estación de Toledo                       | Spanyolország | Toledo                                  | Madrid–Toledo nagysebességű vasútvonal Línea Bargas-Toledo | Alta Velocidad Española Avant |     |
| Estación de Valencia-Joaquín Sorolla     | Spanyolország | Valencia                                | Madrid–Levante nagysebességű vasútvonal Valencia–Alicante-vasútvonal | Alvia Alta Velocidad Española Avant Euromed InterCity Ouigo España Avlo Iryo |     |
| Estación de Valladolid-Campo Grande      | Spanyolország | Valladolid                              | Madrid–Valladolid nagysebességű vasútvonal Madrid-Hendaya-vasútvonal Valladolid-Ariza-vasútvonal | Alvia Alta Velocidad Española Trenhotel Avant InterCity |     |
| Estación de Villena Alta Velocidad       | Spanyolország | Villena                                 | Madrid–Levante nagysebességű vasútvonal | Alvia Alta Velocidad Española |     |
| Estación de Zamora                       | Spanyolország | Zamora                                  | Zamora–La Coruña-vasútvonal Medina del Campo-Zamora-vasútvonal Olmedo-Zamora-Galicia nagysebességű vasútvonal Plasencia-Astorga-vasútvonal | Alvia Alta Velocidad Española |     |
| Estación de Zaragoza-Delicias            | Spanyolország | Zaragoza                                | Madrid–Barcelona nagysebességű vasútvonal Zaragoza–Huesca nagysebességű vasútvonal Zaragoza–Sagunto-vasútvonal Madrid-Barcelona-vasútvonal | Alvia Alta Velocidad Española Trenhotel InterCity Elipsos Estrella Avlo Iryo C-1 line |     |
| Gare de Béziers                          | Franciaország | Béziers                                 | Bordeaux–Sète-vasútvonal Béziers-Neussargues-vasútvonal | TGV Intercités Alta Velocidad Española Elipsos Narbonne-Montpellier-Avignon Béziers-Millau-Clermont-Ferrand |     |
| Gare de Lyon-Part-Dieu                   | Franciaország | Lyon                                    | Lyon–Genf-vasútvonal Párizs–Marseille-vasútvonal | TGV Intercités Eurostar Alta Velocidad Española Ouigo Lyria Elipsos TER 04 TER 10 LYON // MÂCON // DIJON LYON // PARAY-LE-MONIAL // NEVERS TER 52 TER 03 TER 32 TER 35 TER 54 TER 10 Rhônexpress |     |
| Gare de Marseille-Saint-Charles          | Franciaország | Marseille Saint-Charles                 | Párizs–Marseille-vasútvonal Marseille–Ventimiglia-vasútvonal Lyon-Perrache-Grenoble-Marseille-vasútvonal Marseille-Saint-Charles-Marseille-Joliette-vasútvonal L’Estaque–Marseille-Joliette-vasútvonal                                                                | TGV Intercités Thalys Eurostar Ouigo Lyria TER Auvergne-Rhône-Alpes TER Occitanie Elipsos Alta Velocidad Española ligne 1 TGV inOui ligne 02 ligne 6 ligne 07A line 07B ligne 08 ligne 09 TER 10 ligne 11 ligne 12 ligne 13 |     |
| Gare de Montpellier-Saint-Roch           | Franciaország | Montpellier                             | Tarascon–Sète-Ville-vasútvonal Paulhan-Montpellier-vasútvonal | TGV Intercités Ouigo Alta Velocidad Española Elipsos ligne 11 Narbonne-Montpellier-Avignon |     |
| Gare de Narbonne                         | Franciaország | Narbonne                                | Bordeaux–Sète-vasútvonal Narbonne–Portbou-vasútvonal Narbonne–Bize-vasútvonal | TGV Intercités Alta Velocidad Española TER Occitanie Elipsos Narbonne-Montpellier-Avignon |     |
| Gare de Nîmes                            | Franciaország | Nîmes                                   | Tarascon–Sète-Ville-vasútvonal Saint-Germain-des-Fossés-Nîmes-Courbessac-vasútvonal | TGV Intercités Ouigo Alta Velocidad Española TER Occitanie Elipsos ligne 11 Narbonne-Montpellier-Avignon Nîmes-Aigues-Mortes-Le Grau-du-Roi Nîmes-Alès-Clermont-Ferrand/Marvejols Nîmes - Pont-Saint-Esprit |     |
| Gare de Perpignan                        | Franciaország | Perpignan                               | Narbonne–Portbou-vasútvonal LGV Perpignan–Figueres Perpignan-Villefranche - Vernet-les-Bains-vasútvonal Perpignan-Thuir-vasútvonal | TGV Intercités Alta Velocidad Española TER Occitanie Elipsos Perpignan-Villefranche-Vernet-les-bains |     |
| Gare de Valence-Rhône-Alpes-Sud TGV      | Franciaország | Alixan                                  | Combs-la-Ville-Saint-Louis-vasútvonal LGV Méditerranée Valence–Moirans-vasútvonal | TGV Thalys Ouigo Alta Velocidad Española Lyria Elipsos TER 61 ligne 14 Gap - Die - Valence - (Romans) |     |
| Gare d’Aix-en-Provence TGV               | Franciaország | Cabriès                                 | LGV Méditerranée | TGV Thalys Ouigo Lyria Elipsos Alta Velocidad Española |     |
| Gare d’Avignon TGV                       | Franciaország | Avignon                                 | Combs-la-Ville-Saint-Louis-vasútvonal LGV Méditerranée | TGV Thalys Eurostar Alta Velocidad Española Ouigo Lyria Elipsos ligne 16 ligne 09 |     |
| Madrid Atocha                            | Spanyolország | Madrid                                  | Madrid–Barcelona nagysebességű vasútvonal Madrid–Sevilla nagysebességű vasútvonal Madrid–Valladolid nagysebességű vasútvonal Madrid–Toledo nagysebességű vasútvonal Madrid–Levante nagysebességű vasútvonal Madrid-Barcelona-vasútvonal Madrid-Ciudad Real-vasútvonal | Elipsos InterCity Altaria Alta Velocidad Española Avant Alvia Avlo |     |
| Madrid-Chamartín-Clara Campoamor         | Spanyolország | Chamartín                               | Madrid–Valladolid nagysebességű vasútvonal Madrid-Valencia-vasútvonal Madrid-Hendaya-vasútvonal Madrid−Burgos-vasútvonal Madrid-Barcelona-vasútvonal | Alta Velocidad Española Alvia Trenhotel Avant InterCity Estrella Trenhotel Lusitania Ouigo España Iryo |     |
| Madrid-Puerta de Atocha-Almudena Grandes | Spanyolország | Madrid                                  | Madrid–Sevilla nagysebességű vasútvonal Madrid–Barcelona nagysebességű vasútvonal Madrid–Levante nagysebességű vasútvonal | Alta Velocidad Española Alvia Altaria Avant InterCity Euromed Iryo |     |

## Motorvonatok

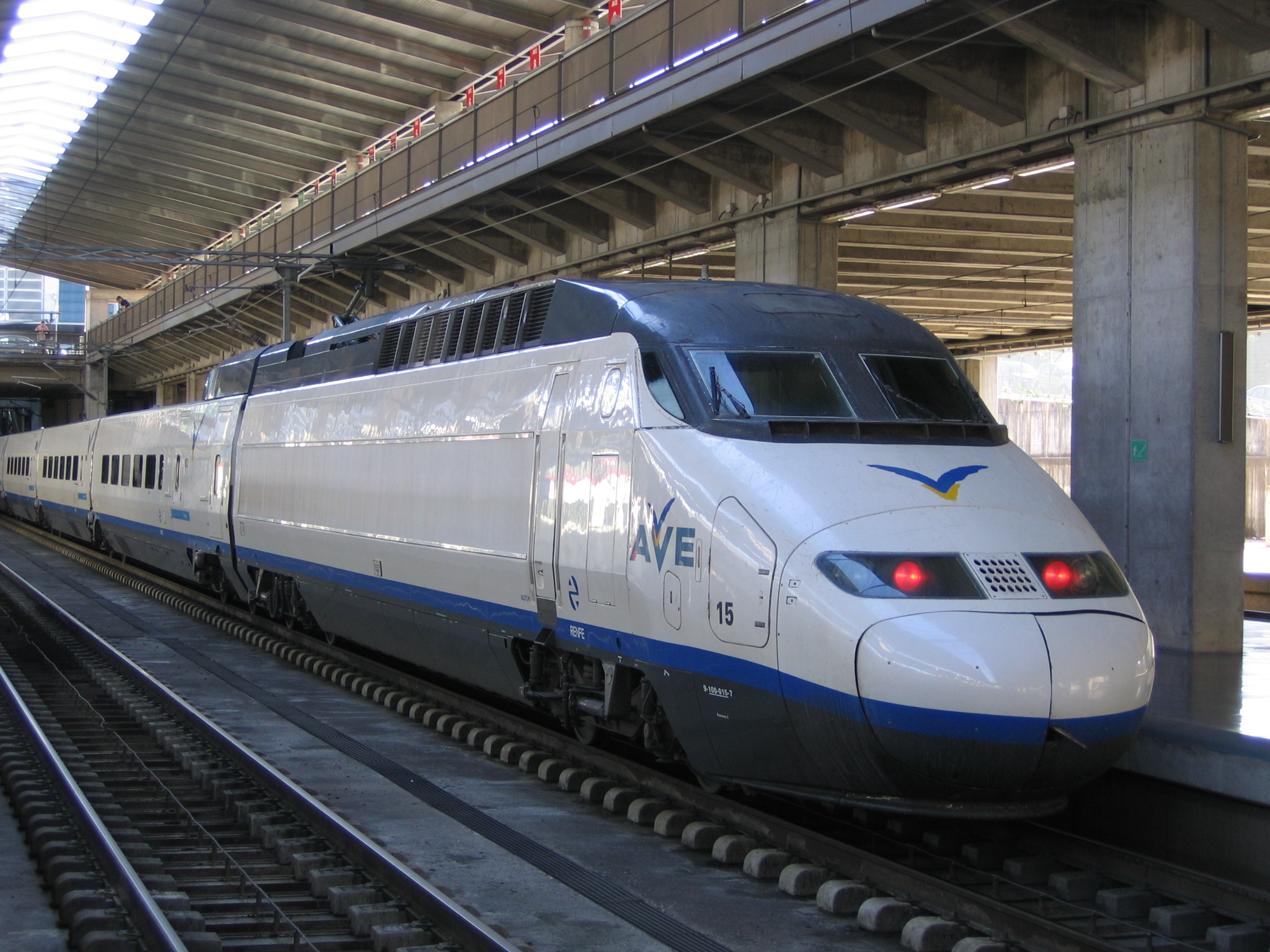
AVE "Alstom" szerelvény

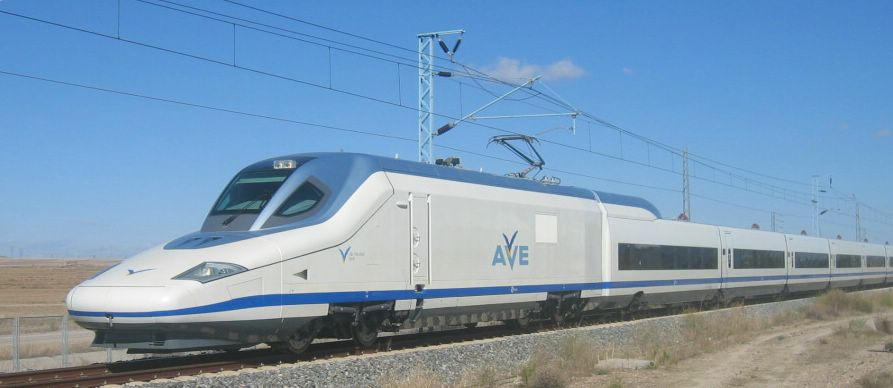
AVE "Talgo 350" vonófej, különleges formával a zajterhelés csökkentése végett

Jelenleg az alábbi motorvonat-sorozatok közlekednek az AVE-hálózaton:
- S/100 – Alstom
- S/102 – Talgo és Bombardier Transportation
- S/103 – a Siemens Mobility Siemens Velaro motorvonat családja
- S/112 – Talgo és Bombardier
- S/120 –  CAF és Alstom
- RENFE 130 – Talgo és Bombardier